# Municipalità locale di Gariep
La municipalità locale di Gariep (in inglese Gariep Local Municipality) è stata una municipalità locale del Sudafrica appartenente alla municipalità distrettuale di Joe Gqabi, nella provincia del Capo Orientale. In base al censimento del 2001 la sua popolazione era di 31.314 abitanti.
È stata soppressa nel 2016, quando si è fusa con la municipalità locale di Maletswai per costituire la municipalità locale di Walter Sisulu.
La sede amministrativa e legislativa era la città di Burgersdorp e il suo territorio si estendeva su una superficie di 8.911 km² ed era suddiviso in 4 circoscrizioni elettorali (wards). Il suo codice di distretto era EC144.

## Geografia fisica

### Confini
La municipalità locale di Gariep confinava a nord con quelle di Mohokare e Kopanong (Xhariep/Free State), a est con quella di Maletswai, a sud con quelle di Inkwanca e Tsolwana (Chris Hani) e a ovest con quelle di Umsombomvu (Pixley ka Seme/Provincia del Capo Settentrionale) e Inxuba Yethemba (Chris Hani).

### Città e comuni
- Burgersdorp
- Khayamnandi
- Knapdaar
- Lyciunville
- Mzanomhle
- Nozizwe
- Oviston
- Oviston Nature riserve
- Steynsburg
- Tembisa
- Venterstad

### Fiumi
- Barnardspruit
- Brakspruit
- Brandkopspruit
- Broekspruit
- Bulhoekspruit
- Hongerskloof
- Klein – Buffelsvleispruit
- Modderbulrspruit
- Orange
- Oudagspruit
- Palmietspruit
- Skulpspruit
- Stormbergspruit
- Suurbergspruit
- Teebus
- Winnaarsbakenspruit
- Witkopspruit
- Wonderboomspruit

### Dighe
- Bravo Dam
- Bulhoek Dam
- Craigievar Dam
- Driefontein Dam
- Eselshoek Dam
- Gariep Dam
- Heuningkrans Dam
- J.L. De Bruin Dam
- Kopfonteindam
- Rhenosterkop Dam
- Rooipoort Dam
- Ysterfontein Dam